# Silno (stacja kolejowa)
Silno – stacja kolejowa w Silnie, w gminie Chojnice, w powiecie chojnickim, w województwie pomorskim. Według klasyfikacji PKP ma kategorię dworca lokalnego.

## Ruch pasażerski
| Rok  | Wymiana pasażerska na dobę |
| ---- | -------------------------- |
| 2017 | 10-19                      |
| 2022 | 10-19                      |